# Bad Penny
Bad Penny var en brittisk tecknad humorserie från 1960-talet skapad av Leo Baxendale. Den handlade om ett bångstyrigt busfrö till flicka. Huvudfiguren Penny var egentligen en variation på en tidigare skapelse av Baxendale; "Minnie the Minx".
Nyligen har Bad Penny fått en central roll i Alan och Leah Moores och John Reppions serie "Albion", som använder sig av åtskilliga gamla brittiska seriehjältar. Här är Penny vuxen och skildrad i mer realistisk tappning. Det har också avslöjats att hon är dotter till Eric Dolmann, hjälten i serien "House of Dolmann".
 Artikeln var, i den version den hade den 19 januari 2006, helt eller delvis hämtad från Seriewikin (hos Seriefrämjandet): Bad Penny